# Camaridium rhombeum
Camaridium rhombeum är en orkidéart som först beskrevs av John Lindley, och fick sitt nu gällande namn av Mario Alberto Blanco. Camaridium rhombeum ingår i släktet Camaridium och familjen orkidéer. Inga underarter finns listade i Catalogue of Life.